# 나루오촌 (아이치현)
나루오촌(鳴尾村)은 아이치현 아이치군에 설치되었던 촌이다. 현재의 나고야시 미나미구의 일부에 해당한다.